# Love over Gold Tour
Die Love over Gold Tour war eine weltweite Konzerttournee der britischen Rockband Dire Straits. Sie diente zur Promotion ihres titelgebenden, vierten Studioalbums Love over Gold, das im September 1982 veröffentlicht wurde.

## Hintergrund
Die Dire Straits starteten ihre Love over Gold Tour am 30. November 1982 in Guildford und beendeten sie am 23. Juli 1983 in London. Die Tournee umfasste insgesamt 84 Auftritte und führte die Gruppe durch Europa, Australien, Neuseeland und zum ersten und einzigen Mal in ihrer Livekarriere nach Japan. Außerdem gaben sie mit ihren Auftritten in Zagreb, Prag und Katowice mehrere Konzerte im damaligen Ostblock.
Kurz nach der Veröffentlichung von Love Over Gold hatte der Schlagzeuger Pick Withers die Band verlassen. Für die anstehenden Konzerte wurde er durch Terry Williams ersetzt, der zuvor bei Rockpile und einer Reihe anderer walisischer Bands, darunter Man, gespielt hatte. Weitere Unterstützung für die Shows erhielt die Band durch zwei zusätzliche Session-Musiker: den Saxophonisten Mel Collins (vorher bei King Crimson, Camel und den Rolling Stones), den Percussionisten Joop de Korte und den Keyboarder Tommy Mandel, der Bryan Adams seit 1981 begleitete. Letzterer sollte vor allem Alan Clark dabei helfen, dessen sehr detaillierten Keyboard-Parts auf dem Album Love over Gold auch für die Bühne umzusetzen.
Um zudem Mel Collins ein Saxophon-Solo zu ermöglichen, wurde dem Stück Tunnel of Love wie schon auf der vorherigen On Location Tour ein unbetiteltes Instrumental-Stück vorangestellt, welches jedoch neu arrangiert und mit dem Intro von Carousel Waltz verbunden wurde.
Nach dem Ende der Tour legten die Dire Straits eine Pause von über einem Jahr ein, da sie in den vergangenen fünf Jahren jährlich Konzerte gegeben hatten und Mark Knopfler zudem seine mit dem Soundtrack zu Local Hero (1983) begonnenen Nebenprojekte weiter forcieren wollte.

## Liveaufnahmen
Im März 1984 veröffentlichten die Dire Straits ihr von Kritik und Fans sehr gelobtes Live-Doppelalbum Alchemy: Dire Straits Live, das aus den Aufnahmen der beiden Abschlusskonzerte im Londoner Hammersmith Odeon am 22. und 23. Juli 1983 zusammengestellt wurde. Diese Shows wurden außerdem gefilmt und unter dem gleichen Titel als Konzertfilm auf VHS veröffentlicht, 1995 erschien eine gemasterte Fassung des Films ebenfalls auf VHS. Eine nochmals überarbeitete Version des Videos erschien 2010 auf DVD und BluRay.

## Setlist

### Beispiel-Setlist
- Stargazer (Intro)
- Once upon a Time in the West
- Industrial Disease
- Expresso Love
- Romeo and Juliet
- Love over Gold
- Private Investigations
- Sultans of Swing
- Twisted by the Pool
- Two Young Lovers
- Portobello Belle
- Tunnel of Love
- Telegraph Road
- Solid Rock
- Going Home: Theme from Local Hero

## Tourdaten
| Nr.                  | Datum             | Stadt               | Land                                           | Veranstaltungsort                      |
| Leg 1 – Europa       | Leg 1 – Europa    | Leg 1 – Europa      | Leg 1 – Europa                                 | Leg 1 – Europa                         |
| -------------------- | ----------------- | ------------------- | ---------------------------------------------- | -------------------------------------- |
| 1                    | 30. November 1982 | Guildford           | England                                        | Civic Hall                             |
| 2                    | 1. Dezember 1982  | Sheffield           | England                                        | City Hall                              |
| 3                    | 2. Dezember 1982  | Sheffield           | England                                        | City Hall                              |
| 4                    | 3. Dezember 1982  | Bridlington         | England                                        | Spa Royal Hall                         |
| 5                    | 4. Dezember 1982  | Deeside             | Wales                                          | Leisure Centre                         |
| 6                    | 5. Dezember 1982  | Glasgow             | Schottland                                     | Apollo Theatre                         |
| 7                    | 6. Dezember 1982  | Edinburgh           | Schottland                                     | Playhouse Theatre                      |
| 8                    | 7. Dezember 1982  | Edinburgh           | Schottland                                     | Playhouse Theatre                      |
| 9                    | 8. Dezember 1982  | Newcastle upon Tyne | England                                        | City Hall                              |
| 10                   | 9. Dezember 1982  | Newcastle upon Tyne | England                                        | City Hall                              |
| 11                   | 10. Dezember 1982 | Manchester          | England                                        | Apollo Theatre                         |
| 12                   | 11. Dezember 1982 | Manchester          | England                                        | Apollo Theatre                         |
| 13                   | 12. Dezember 1982 | Ipswich             | England                                        | Gaumont Theatre                        |
| 14                   | 13. Dezember 1982 | Leicester           | England                                        | De Montfort Hall                       |
| 15                   | 14. Dezember 1982 | Birmingham          | England                                        | National Exhibition Centre             |
| 16                   | 15. Dezember 1982 | Brighton            | England                                        | Brighton Centre                        |
| 17                   | 16. Dezember 1982 | Brighton            | England                                        | Brighton Centre                        |
| 18                   | 17. Dezember 1982 | Birmingham          | England                                        | National Exhibition Centre             |
| 19                   | 18. Dezember 1982 | London              | England                                        | Wembley Arena                          |
| 20                   | 19. Dezember 1982 | London              | England                                        | Wembley Arena                          |
| 21                   | 20. Dezember 1982 | London              | England                                        | Wembley Arena                          |
| 22                   | 21. Dezember 1982 | London              | England                                        | Wembley Arena                          |
| Leg 2 – Australasien |                   |                     |                                                |                                        |
| 23                   | 4. März 1983      | Sydney              | Australien                                     | Hordern Pavilion                       |
| 24                   | 5. März 1983      | Sydney              | Australien                                     | Hordern Pavilion                       |
| 25                   | 6. März 1983      | Sydney              | Australien                                     | Hordern Pavilion                       |
| 26                   | 7. März 1983      | Sydney              | Australien                                     | Hordern Pavilion                       |
| 27                   | 8. März 1983      | Sydney              | Australien                                     | Hordern Pavilion                       |
| 28                   | 9. März 1983      | Sydney              | Australien                                     | Hordern Pavilion                       |
| 29                   | 11. März 1983     | Brisbane            | Australien                                     | Festival Hall                          |
| 30                   | 12. März 1983     | Brisbane            | Australien                                     | Festival Hall                          |
| 31                   | 13. März 1983     | Brisbane            | Australien                                     | Festival Hall                          |
| 32                   | 15. März 1983     | Canberra            | Australien                                     | National Indoor Sports Centre          |
| 33                   | 17. März 1983     | Adelaide            | Australien                                     | Memorial Drive Tennis Centre           |
| 34                   | 18. März 1983     | Adelaide            | Australien                                     | Memorial Drive Tennis Centre           |
| 35                   | 19. März 1983     | Melbourne           | Australien                                     | Festival Hall                          |
| 36                   | 20. März 1983     | Melbourne           | Australien                                     | Festival Hall                          |
| 37                   | 21. März 1983     | Melbourne           | Australien                                     | Festival Hall                          |
| 38                   | 22. März 1983     | Melbourne           | Australien                                     | Festival Hall                          |
| 39                   | 24. März 1983     | Perth               | Australien                                     | Entertainment Centre                   |
| 40                   | 26. März 1983     | Auckland            | Neuseeland                                     | Western Springs Stadium                |
| 41                   | 29. März 1983     | Wellington          | Neuseeland                                     | Athletic Park                          |
| 42                   | 2. April 1983     | Tokio               | Japan                                          | Kōsei Nenkin Kaikan                    |
| 43                   | 3. April 1983     | Tokio               | Japan                                          | Kōsei Nenkin Kaikan                    |
| 44                   | 4. April 1983     | Tokio               | Japan                                          | Kōsei Nenkin Kaikan                    |
| 45                   | 5. April 1983     | Suita               | Japan                                          | Banpaku Hall                           |
| Leg 3 – Europa       |                   |                     |                                                |                                        |
| 46                   | 11. Mai 1983      | Hamburg             | Deutschland                                    | Ernst-Merck-Halle                      |
| 47                   | 12. Mai 1983      | Brøndby             | Danemark                                       | Brøndby Hallen                         |
| 48                   | 14. Mai 1983      | Berlin              | Deutschland                                    | Deutschlandhalle                       |
| 49                   | 15. Mai 1983      | Kassel              | Deutschland                                    | Eissporthalle                          |
| 50                   | 16. Mai 1983      | Köln                | Deutschland                                    | Sporthalle                             |
| 51                   | 18. Mai 1983      | Wien                | Osterreich                                     | Stadthalle                             |
| 52                   | 19. Mai 1983      | Linz                | Osterreich                                     | Sporthalle                             |
| 53                   | 20. Mai 1983      | München             | Deutschland                                    | Olympiahalle                           |
| 54                   | 21. Mai 1983      | Frankfurt am Main   | Deutschland                                    | Festhalle                              |
| 55                   | 22. Mai 1983      | Ludwigshafen        | Deutschland                                    | Friedrich-Ebert-Halle                  |
| 56                   | 23. Mai 1983      | Zürich              | Schweiz                                        | Hallenstadion                          |
| 57                   | 24. Mai 1983      | Zürich              | Schweiz                                        | Hallenstadion                          |
| 58                   | 25. Mai 1983      | Genf                | Schweiz                                        | Patinoire des Vernets                  |
| 59                   | 26. Mai 1983      | Genf                | Schweiz                                        | Patinoire des Vernets                  |
| 60                   | 27. Mai 1983      | Grenoble            | Frankreich                                     | Palais des Sports Pierre Mendès France |
| 61                   | 28. Mai 1983      | Basel               | Schweiz                                        | St. Jakobshalle                        |
| 62                   | 29. Mai 1983      | Straßburg           | Frankreich                                     | Hall Rhénus                            |
| 63                   | 30. Mai 1983      | Oberkorn            | Luxemburg                                      | Centre Sportif de Differdange          |
| 64                   | 31. Mai 1983      | Brüssel             | Belgien                                        | Forest National                        |
| 65                   | 1. Juni 1983      | Brüssel             | Belgien                                        | Forest National                        |
| 66                   | 5. Juni 1983      | Prag                | Tschechoslowakei                               | Velký strahovský stadion               |
| 67                   | 6. Juni 1983      | Katowice            | Polen                                          | Spodek                                 |
| 68                   | 12. Juni 1983     | Zwolle              | Niederlande                                    | IJsselhal                              |
| 69                   | 13. Juni 1983     | ’s-Hertogenbosch    | Niederlande                                    | Maaspoort                              |
| 70                   | 14. Juni 1983     | Amsterdam           | Niederlande                                    | Jaap Edenhal                           |
| 71                   | 16. Juni 1983     | Rotterdam           | Niederlande                                    | Sportpaleis Ahoy’                      |
| 72                   | 17. Juni 1983     | Kerkrade            | Niederlande                                    | Rodahal                                |
| 73                   | 18. Juni 1983     | Lille               | Frankreich                                     | Parc des Expositions                   |
| 74                   | 19. Juni 1983     | Paris               | Frankreich                                     | Palais des Sports                      |
| 75                   | 20. Juni 1983     | Paris               | Frankreich                                     | Palais des Sports                      |
| 76                   | 21. Juni 1983     | Paris               | Frankreich                                     | Palais des Sports                      |
| 77                   | 22. Juni 1983     | Paris               | Frankreich                                     | Palais des Sports                      |
| 78                   | 23. Juni 1983     | Paris               | Frankreich                                     | Palais des Sports                      |
| 79                   | 24. Juni 1983     | Nantes              | Frankreich                                     | Stade de la Beaujoire                  |
| 80                   | 26. Juni 1983     | Bayonne             | Frankreich                                     | Les Arènes                             |
| 81                   | 28. Juni 1983     | Madrid              | Spanien                                        | Estadio Román Valero                   |
| 82                   | 30. Juni 1983     | Valencia            | Spanien                                        | Nou Estadi del Llevant                 |
| 83                   | 1. Juli 1983      | Barcelona           | Spanien                                        | Camp Municipal Narcís Sala             |
| 84                   | 3. Juli 1983      | Béziers             | Frankreich                                     | Les Arènes                             |
| 85                   | 5. Juli 1983      | Novara              | Italien                                        | Stadio Luciano Marmo                   |
| 86                   | 6. Juli 1983      | Ferrara             | Italien                                        | Stadio Paolo Mazza                     |
| 87                   | 7. Juli 1983      | Prato               | Italien                                        | Stadio Lungobisenzio                   |
| 88                   | 8. Juli 1983      | Rom                 | Italien                                        | Ippodromo delle Capannelle             |
| 89                   | 9. Juli 1983      | Cava de’ Tirreni    | Italien                                        | Stadio Simonetta Lamberti              |
| 90                   | 12. Juli 1983     | Zagreb              | Jugoslawien Sozialistische Föderative Republik | Stadion Kranjčevićeva                  |
| 91                   | 17. Juli 1983     | Naas                | Irland                                         | Punchestown Racecourse                 |
| 92                   | 20. Juli 1983     | London              | England                                        | Dominion Theatre                       |
| 93                   | 22. Juli 1983     | London              | England                                        | Hammersmith Odeon                      |
| 94                   | 23. Juli 1983     | London              | England                                        | Hammersmith Odeon                      |

## Band
- Mark Knopfler: Gesang, Gitarre
- Alan Clark: Keyboards
- John Illsley: Bass, Hintergrundgesang
- Hal Lindes: Gitarre, Hintergrundgesang
- Terry Williams: Schlagzeug
- Tommy Mandel: Keyboards
- Mel Collins: Saxophon
- Joop de Korte: Percussion